# Beipiaognathus
Beipiaognathus' (що означає щелепу Beipiao) — сумнівний рід целрозаврів-тероподів з ранньокрейдової формації Ісянь у Ляоніні, Китай. Типовим видом є «Beipiaognathus jii», і його назвали та описали Ху та ін. у 2016 році.
Спочатку рід був віднесений до Compsognathidae Ху та ін. (2016) на основі наявності двох ознак: віялоподібних дорсальних нервових шипів і міцної фаланги I-1 на руці. Однак він також відрізняється від інших компсогнатид кількома ознаками: зуби незубчасті та конічні; ліктьова кістка пропорційно довша; II-1 фаланга на руці довша і міцніша; а хвіст значно коротший.
Однак Андреа Кау неофіційно зазначив ряд точок у скам'янілості, які вказують на те, що вони були штучно зібрані, таким чином перетворюючи зразок на філогенетично неінформативну химеру. Крім того, він стверджував, що наведені ознаки не є унікальними для компсогнатідів, оскільки віялоподібні нейронні шипи також спостерігаються в орнітомімозаврів і троодонтидного синовенатора, а міцна фаланга I-1 також спостерігається в альвареззаврід. Він також стверджував, що в одному випадку, як повідомляється, було знайдено коракоїд у хвості, але, можливо, це був спосіб його смерті, або він належав іншому динозавру, окремому від «Beipiaognathus».
Химерний статус «Beipiaognathus» вперше в літературі відзначений Xing et al. у 2020 році, в їх описі Xunmenglong.